# Hercule séparant les monts Calpe et Abyla
Hercule séparant les monts Calpe et Abyla est une œuvre du peintre Francisco de Zurbarán, réalisée en 1634, conservée au musée du Prado.

## Description
Le tableau représente Hercule. Peint de face, il sépare les deux rochers formant les monts Calpe et Abyla, connus aussi sous le nom des Colonnes d'Hercule. Il fait partie d'une série de dix tableaux sur les travaux d'Hercule commandée par Philippe IV d'Espagne pour le salon de la Reine du palais du Buen Retiro. La série se trouve au musée du Prado.